# Courpalay
Courpalay est une commune française située dans le département de Seine-et-Marne, en région Île-de-France.

## Géographie

### Localisation
La commune se situe à environ 25,2 km par la route, au nord-est de Melun,.

### Communes limitrophes
| Bernay-Vilbert             |           | La Chapelle-Iger |
|                            | Courpalay |                  |
| Aubepierre-Ozouer-le-Repos | Quiers    | Gastins          |

### Géologie et relief
L'altitude de la commune varie de 79 m à 122 m pour le point le plus haut, le centre du bourg se situant à environ 106 m d'altitude (mairie). Elle est classée en zone de sismicité 1, correspondant à une sismicité très faible.

### Hydrographie

#### Réseau hydrographique

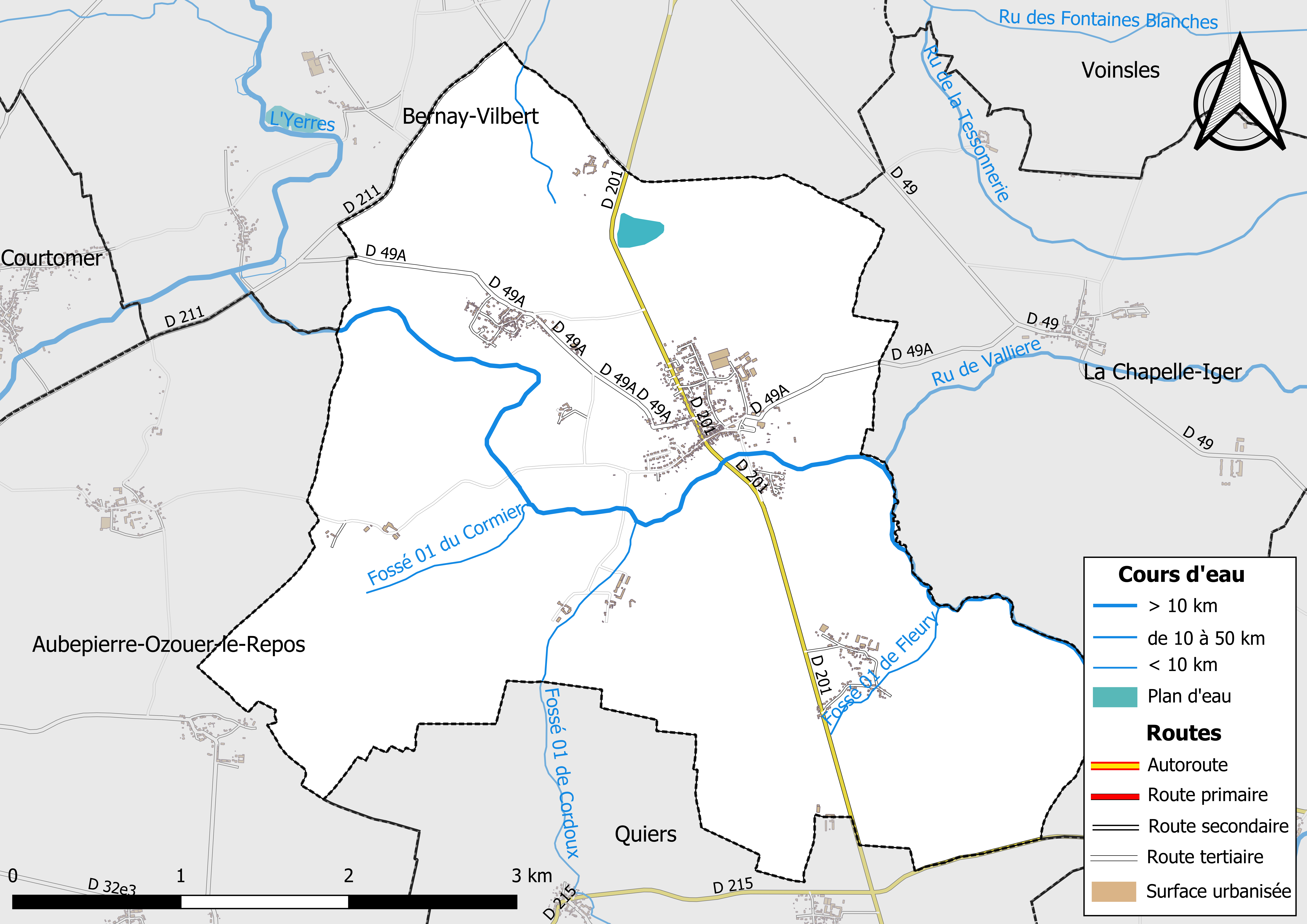
Carte des réseaux hydrographique et routier de Courpalay.

Le réseau hydrographique de la commune se compose de six cours d'eau référencés :
- le fossé 01 de Bernay-en-Brie, 2,08 km[4], affluent de l’Yerres
- le ruisseau l'Yvron, long de 30,07 km[5], affluent de l'Yerres en rive gauche ;
  - le ru de Vallière[6], long de 12,52 km, et ;
  - le fossé 01 de Cordoux, 4,19 km[7], et ;
  - le fossé 01 du Cormier}, 1,19 km[8], et ;
  - le fossé 01 de Fleury, 1,11 km[9], affluents de l’Yvron ;

La longueur totale des cours d'eau sur la commune est de 10,73 km.

#### Gestion des cours d'eau
Afin d’atteindre le bon état des eaux imposé par la Directive-cadre sur l'eau du 23 octobre 2000, plusieurs outils de gestion intégrée s’articulent à différentes échelles : le SDAGE, à l’échelle du bassin hydrographique, et le SAGE, à l’échelle locale. Ce dernier fixe les objectifs généraux d’utilisation, de mise en valeur et de protection quantitative et qualitative des ressources en eau superficielle et souterraine. Le département de Seine-et-Marne est couvert par six SAGE, au sein du bassin Seine-Normandie.
La commune fait partie du SAGE « Yerres », approuvé le 13 octobre 2011. Le territoire de ce SAGE correspond au bassin versant de l’Yerres, d'une superficie de 1 017 km2, parcouru par un réseau hydrographique de 450 kilomètres de long environ, répartis entre le cours de l’Yerres et ses affluents principaux que sont : le ru de l'Étang de Beuvron, la Visandre, l’Yvron, le Bréon, l’Avon, la Marsange, la Barbançonne, le Réveillon. Le pilotage et l’animation du SAGE sont assurés par le syndicat mixte pour l’Assainissement et la Gestion des eaux du bassin versant de l’Yerres (SYAGE), qualifié de « structure porteuse ».

### Climat
Pour des articles plus généraux, voir Climat de l'Île-de-France et Climat de Seine-et-Marne.
En 2010, le climat de la commune est de type climat océanique dégradé des plaines du Centre et du Nord, selon une étude du CNRS s'appuyant sur une série de données couvrant la période 1971-2000. En 2020, Météo-France publie une typologie des climats de la France métropolitaine dans laquelle la commune est exposée à un climat océanique altéré et est dans la région climatique Nord-est du bassin Parisien, caractérisée par un ensoleillement médiocre, une pluviométrie moyenne régulièrement répartie au cours de l’année et un hiver froid (3 °C).
Pour la période 1971-2000, la température annuelle moyenne est de 10,5 °C, avec une amplitude thermique annuelle de 15,4 °C. Le cumul annuel moyen de précipitations est de 704 mm, avec 11,6 jours de précipitations en janvier et 7,8 jours en juillet. Pour la période 1991-2020, la température moyenne annuelle observée sur la station météorologique la plus proche, située sur la commune de Grandpuits-Bailly-Carrois à 7 km à vol d'oiseau, est de 11,3 °C et le cumul annuel moyen de précipitations est de 704,0 mm,. Pour l'avenir, les paramètres climatiques de la commune estimés pour 2050 selon différents scénarios d'émission de gaz à effet de serre sont consultables sur un site dédié publié par Météo-France en novembre 2022.

### Milieux naturels et biodiversité
Aucun espace naturel présentant un intérêt patrimonial n'est recensé sur la commune dans l'inventaire national du patrimoine naturel,,.

## Urbanisme

### Typologie
Au 1er janvier 2024, Courpalay est catégorisée bourg rural, selon la nouvelle grille communale de densité à sept niveaux définie par l'Insee en 2022.
Elle est située hors unité urbaine. Par ailleurs la commune fait partie de l'aire d'attraction de Paris, dont elle est une commune de la couronne,. Cette aire regroupe 1 929 communes,.

### Lieux-dits et écarts
La commune compte un certain nombre de lieux-dits administratifs répertoriés consultables ici dont :
- Château de la Grange Bléneau (nord-ouest, route de Rozay-en-Brie) ;
- Grand Bréau (nord-ouest, direction Courtomer - Melun) ;
- Fleury (sud-est, direction Nangis) ;
- Cordoux (ancien monastère) ;
- Gaillon (corps de ferme) ;
- Gratteloup (centre équestre)[28] ;
- Relugères[29].

### Occupation des sols
L'occupation des sols de la commune, telle qu'elle ressort de la base de données européenne d’occupation biophysique des sols Corine Land Cover (CLC), est marquée par l'importance des territoires agricoles (87,3 % en 2018), une proportion sensiblement équivalente à celle de 1990 (87,5 %). La répartition détaillée en 2018 est la suivante : 
terres arables (87,1% ), forêts (6,8% ), zones urbanisées (5,9% ), zones agricoles hétérogènes (0,2 %).
Parallèlement, L'Institut Paris Région, agence d'urbanisme de la région Île-de-France, a mis en place un inventaire numérique de l'occupation du sol de l'Île-de-France, dénommé le MOS (Mode d'occupation du sol), actualisé régulièrement depuis sa première édition en 1982. Réalisé à partir de photos aériennes, le Mos distingue les espaces naturels, agricoles et forestiers mais aussi les espaces urbains (habitat, infrastructures, équipements, activités économiques, etc.) selon une classification pouvant aller jusqu'à 81 postes, différente de celle de Corine Land Cover,,. L'Institut met également à disposition des outils permettant de visualiser par photo aérienne l'évolution de l'occupation des sols de la commune entre 1949 et 2018.

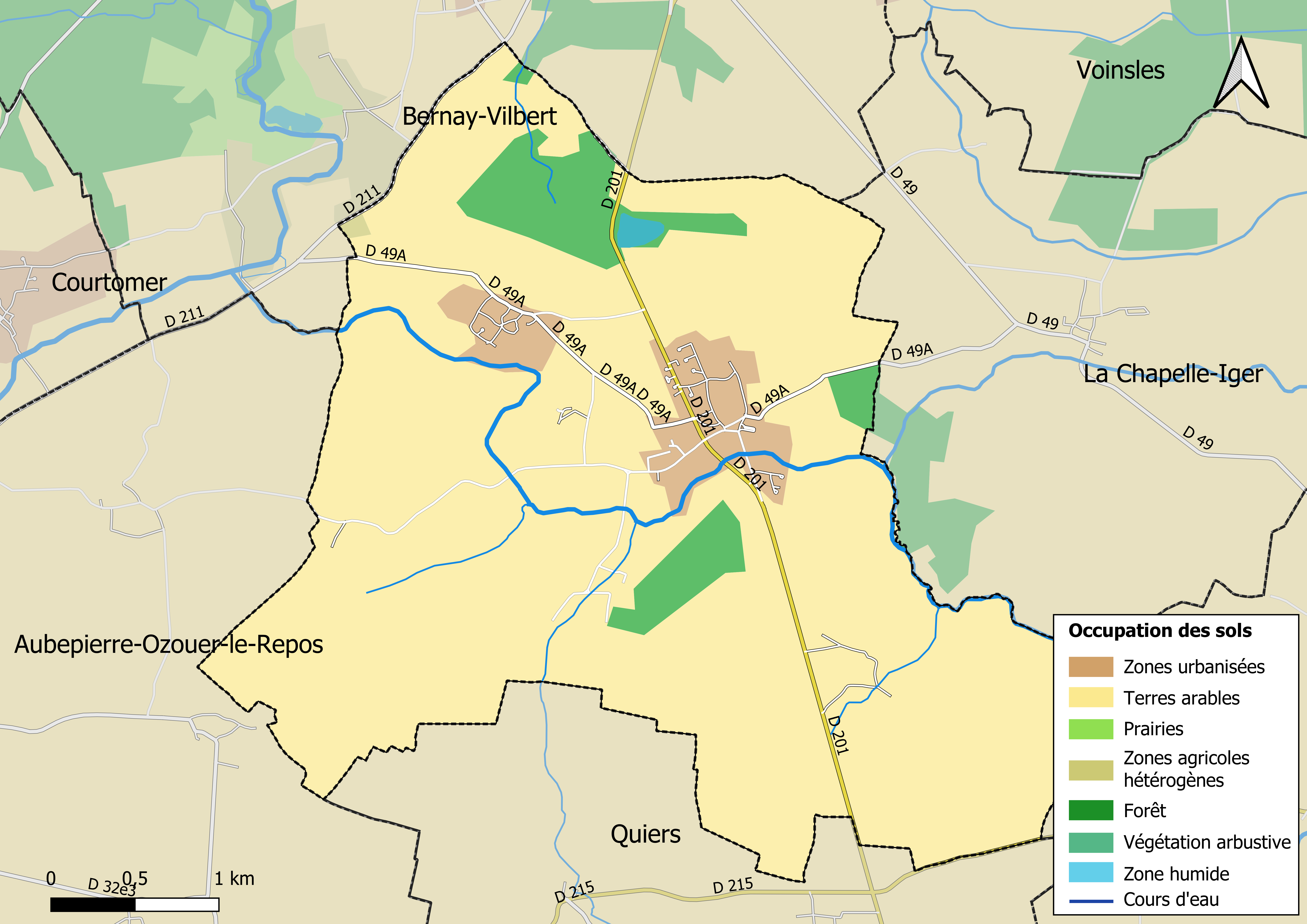
Carte des infrastructures et de l'occupation des sols en 2018 (CLC) de la commune.
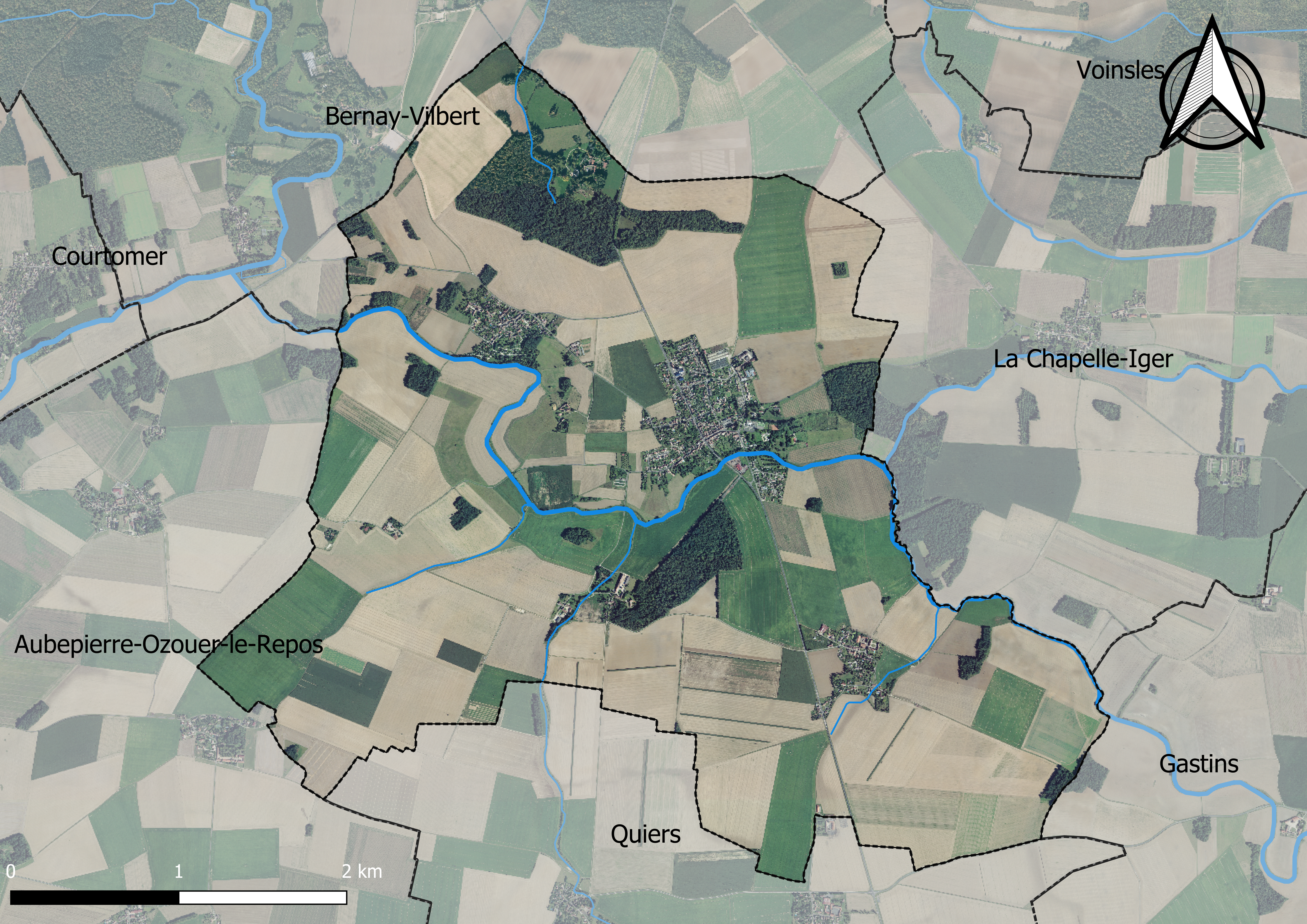
Carte orhophotogrammétrique de la commune.

### Planification
La commune disposait en 2019 d'un plan local d'urbanisme en révision. Le zonage réglementaire et le règlement associé peuvent être consultés sur le Géoportail de l'urbanisme.

### Logement
En 2018, le nombre total de logements dans la commune était de 560 dont 95,5 % de maisons (maisons de ville, corps de ferme, pavillons, etc.) et 4,3 % d'appartements.
Parmi ces logements, 90,6 % étaient des résidences principales, 3,3 % des résidences secondaires et 6,1 % des logements vacants.
La part des ménages fiscaux propriétaires de leur résidence principale s'élevait à 90,2 % contre 7,5 % de locataires dont, 0,2 % de logements HLM loués vides (logements sociaux) et, 2,3 % logés gratuitement.

## Toponymie
Le nom de la localité est mentionné sous les formes Corpaleium en 1235 ; Corpolay in Bria en 1300 ; Courpalloy en Brie en 1573 ; Corpallay 1582 ; Courpallet en 1673 ; Courpallais en 1686,.

## Histoire
XIIe siècle
Le village se nomme à la fin des années 1190 « Corpaloi », issu du latin cortis (également écrit curtis), signifiant « domaine » et de Palladius, un célèbre agronome romain.
XIVe siècle
Il est mentionné dans le « Compte de draps d'or et de soie », produit en 1317 par Geoffroy de Fleury pour le roi Philippe V le Long, une « Dame de Courpalay ».
XVIIe siècle
Courpalay se nommait au XVIIe siècle Courpalay-en-Brie, et était l'un des fiefs de la famille d'Aubusson.
XIXe siècle
Le Marquis de la Fayette a résidé au château de la Grange Bléneau et a été député-maire de Courpalay, notamment lors des Cent-jours, en 1815.
On lui doit la création de la première école du village,.
XXIe siècle
De juin à septembre 2000, le village s'est rebellé contre le passage des milliers de camion-citernes qui transitent chaque mois sur la D201.

## Politique et administration

### Intercommunalité
La commune de Courpalay fait partie de la Communauté de communes du Val Briard depuis le 1er janvier 2017.
Elle faisait précédemment partie de la communauté de communes les Sources de l'Yerres.

### Liste des maires
| Période      | Période   | Identité            | Étiquette | Qualité                                                   |
| ------------ | --------- | ------------------- | --------- | --------------------------------------------------------- |
| 1914         | 1918      | Louis Honore Narce  |           | Professeur des écoles                                     |
| 1927         | 1965      | Marcel Chatriot     | DVD-RPR   | Conseiller général du Canton de Rozay-en-Brie (1967-1979) |
| 1977         | 1995      | Gérard Demazure     |           | Agriculteur                                               |
| 1995         | 1996      | Denis Rabourdin     |           | Médecin                                                   |
| 1996         | 2008      | Anne Boussard       |           | Médecin                                                   |
| mars 2008    | mars 2012 | Charlie Saadia      |           | Entrepreneur                                              |
| 6 avril 2012 | juin 2015 | Bernadette Goasdoué |           | Retraitée de la fonction publique territoriale            |
| juillet 2015 | 2020      | Michel Prudon       |           | Chef d'entreprise                                         |
| 2020         | Mars 2022 | Thierry Herry       |           | Gérant de société                                         |
| mars 2022    | En cours  | Elisabeth Garnot    |           |                                                           |

Le conseil municipal a été dissous par décret du 16 février 2012

## Équipements et services

### Eau et assainissement
L’organisation de la distribution de l’eau potable, de la collecte et du traitement des eaux usées et pluviales relève des communes. La loi NOTRe de 2015 a accru le rôle des EPCI à fiscalité propre en leur transférant cette compétence. Ce transfert devait en principe être effectif au 1er janvier 2020, mais la loi Ferrand-Fesneau du 3 août 2018 a introduit la possibilité d’un report de ce transfert au 1er janvier 2026,.

#### Assainissement des eaux usées
En 2020, la commune de Courpalay gère le service d’assainissement collectif (collecte, transport et dépollution) en régie directe, c’est-à-dire avec ses propres personnels.
L’assainissement non collectif (ANC) désigne les installations individuelles de traitement des eaux domestiques qui ne sont pas desservies par un réseau public de collecte des eaux usées et qui doivent en conséquence traiter elles-mêmes leurs eaux usées avant de les rejeter dans le milieu naturel. La communauté de communes Val Briard (CCVB) assure pour le compte de la commune le service public d'assainissement non collectif (SPANC), qui a pour mission de vérifier la bonne exécution des travaux de réalisation et de réhabilitation, ainsi que le bon fonctionnement et l’entretien des installations,.

#### Eau potable
En 2020, l'alimentation en eau potable est assurée par la commune qui en a délégué la gestion à l'entreprise Suez, dont le contrat expire le 31 août 2032,.

## Population et société

### Démographie
L'évolution du nombre d'habitants est connue à travers les recensements de la population effectués dans la commune depuis 1793. Pour les communes de moins de 10 000 habitants, une enquête de recensement portant sur toute la population est réalisée tous les cinq ans, les populations de référence des années intermédiaires étant quant à elles estimées par interpolation ou extrapolation. Pour la commune, le premier recensement exhaustif entrant dans le cadre du nouveau dispositif a été réalisé en 2007.

En 2022, la commune comptait 1 497 habitants, en évolution de +9,59 % par rapport à 2016 (Seine-et-Marne : +3,92 %, France hors Mayotte : +2,11 %).
| 1793 | 1800 | 1806 | 1821 | 1831 | 1836 | 1841 | 1846 | 1851 |
| ---- | ---- | ---- | ---- | ---- | ---- | ---- | ---- | ---- |
| 900  | 953  | 900  | 978  | 968  | 917  | 981  | 965  | 948  |

| 1856 | 1861 | 1866 | 1872 | 1876 | 1881 | 1886 | 1891 | 1896 |
| ---- | ---- | ---- | ---- | ---- | ---- | ---- | ---- | ---- |
| 900  | 895  | 904  | 843  | 868  | 849  | 857  | 856  | 840  |

| 1901 | 1906 | 1911 | 1921 | 1926 | 1931 | 1936 | 1946 | 1954 |
| ---- | ---- | ---- | ---- | ---- | ---- | ---- | ---- | ---- |
| 855  | 784  | 739  | 652  | 656  | 630  | 579  | 665  | 603  |

| 1962 | 1968 | 1975 | 1982 | 1990  | 1999  | 2006  | 2007  | 2012  |
| ---- | ---- | ---- | ---- | ----- | ----- | ----- | ----- | ----- |
| 716  | 723  | 637  | 655  | 1 135 | 1 269 | 1 360 | 1 374 | 1 425 |

| 2017  | 2022  | - | - | - | - | - | - | - |
| ----- | ----- | - | - | - | - | - | - | - |
| 1 323 | 1 497 | - | - | - | - | - | - | - |

### Sports
La commune héberge une piscine intercommunale découverte estivale, ouverte habituellement de juin à septembre.
La piscine est cependant fermée depuis le transfert de la compétence "réhabilitation, aménagement, maintenance et exploitation" en juin 2010, à l'EPCI des Sources de L'Yerres.

## Économie

### Revenus de la population et fiscalité
En 2018, le nombre de ménages fiscaux de la commune était de 517, représentant 1 513 personnes et la  médiane du revenu disponible par unité de consommation  de 24 790 euros.

### Emploi
En 2018, le nombre total d’emplois dans la zone était de 147, occupant 653 actifs  résidants (dont 16,7 % dans la commune de résidence et 83,3 % dans une commune autre que la commune de résidence).
Le taux d'activité de la population (actifs ayant un emploi) âgée de 15 à 64 ans s'élevait à 72 % contre un taux de chômage de 7,5 %.
Les 20,6 % d’inactifs se répartissent de la façon suivante : 10,3 % d’étudiants et stagiaires non rémunérés, 6,1 % de retraités ou préretraités et 4,2 % pour les autres inactifs.

### Secteurs d'activité

#### Entreprises et commerces
Au 31 décembre 2019, le nombre d’unités légales et d’établissements (activités marchandes hors agriculture) par secteur d'activité était de 94 dont 10 dans l’industrie manufacturière, industries extractives et autres, 16 dans la construction, 25 dans le commerce de gros et de détail, transports, hébergement et restauration, 4 dans les activités financières et d'assurance, 3 dans les activités immobilières, 17 dans les activités spécialisées, scientifiques et techniques et activités de services administratifs et de soutien, 14 dans l’administration publique, enseignement, santé humaine et action sociale et 5 étaient relatifs aux autres activités de services.
- Le village dispose de deux campings, l'un au cœur du village[66], à côté de la piscine intercommunale, et l'autre dans le hameau de Grand-Bréau[67].
- Il est brassé à Courpalay un ensemble de bières, issues d'une production agricole locale, par l'entreprise Brasserie Rabourdin[68], sous les marques phares « Bière de Brie » depuis 2001 et « Bière briarde »[69]. Ces bières ont été une vingtaine de fois médaillées au Concours Général Agricole de Paris depuis 2003[70].

En 2020, 17 entreprises ont été créées sur le territoire de la commune, dont 14 individuelles.

#### Agriculture
Courpalay est dans la petite région agricole dénommée la « Brie centrale », une partie de la Brie autour de Mormant. En 2010, l'orientation technico-économique de l'agriculture sur la commune est la culture de céréales et d'oléoprotéagineux (COP).
Si la productivité agricole de la Seine-et-Marne se situe dans le peloton de tête des départements français, le département enregistre un double phénomène de disparition des terres cultivables (près de 2 000 ha par an dans les années 1980, moins dans les années 2000) et de réduction d'environ 30 % du nombre d'agriculteurs dans les années 2010. Cette tendance se retrouve au niveau de la commune où le nombre d’exploitations est passé de 14 en 1988 à 10 en 2010. Parallèlement, la taille de ces exploitations augmente, passant de 93 ha en 1988 à 125 ha en 2010.
Le tableau ci-dessous présente les principales caractéristiques des exploitations agricoles de Courpalay, observées sur une période de 22 ans : 
|                                      | 1988  | 2000  | 2010  |
| ------------------------------------ | ----- | ----- | ----- |
| Dimension économique,                |       |       |       |
| Nombre d’exploitations (u)           | 14    | 13    | 10    |
| Travail (UTA)                        | 42    | 24    | 17    |
| Surface agricole utilisée (ha)       | 1 299 | 1 323 | 1 247 |
| Cultures                             |       |       |       |
| Terres labourables (ha)              | 1 272 | 1 301 | 1 246 |
| Céréales (ha)                        | 748   | 747   | 827   |
| dont blé tendre (ha)                 | 555   | 529   | 489   |
| dont maïs-grain et maïs-semence (ha) | 153   | 61    | s     |
| Tournesol (ha)                       | 46    |       |       |
| Colza et navette (ha)                | s     | 24    | 82    |
| Élevage                              |       |       |       |
| Cheptel (UGBTA)                      | 18    | 9     | 0     |

## Culture locale et patrimoine

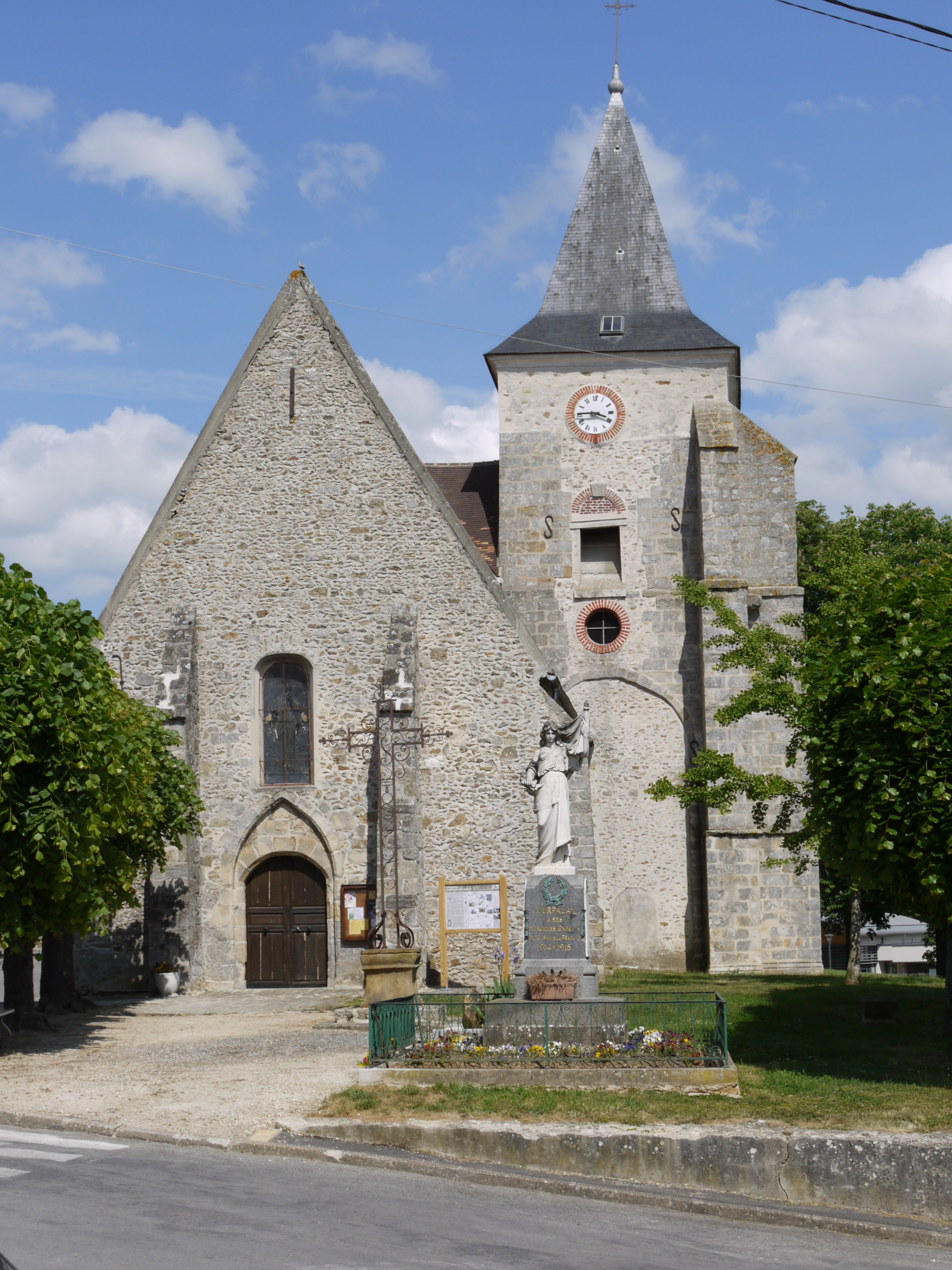
L'église Saint-Martin.

### Lieux et monuments
- Le château de La Grange-Bléneau, XIVe siècle,  Inscrit MH (1942)[74].
- L'église Saint-Martin ; de l'édifice du XIIIe siècle il ne reste que quelques éléments. À l'intérieur on peut voir une statue en bois polychrome du XIIIe siècle : La charité de saint Martin.
- L'ancien monastère de Cordoux datant de l'époque médiévale ; construction en grès, meulière et ciment.
- Le Silo à grain, 22 rue Lafayette ; le silo édifié en 1937-1938 en béton armé par l'architecte Roger Gilbert,  Inscrit MH (1998)[75].

Après la constitution de la coopérative de Courpalay en 1934, la construction du silo est confiée à l'architecte Roger Gilbert et à l'entreprise Cogeba. Le bâtiment comprend le silo, prévu pour une capacité de 12800 quintaux, et un magasin, destiné à stocker 2200 quintaux en sacs. À partir des années 1960, il faut ajouter à la collecte du blé, le colza, les nouvelles céréales, puis le maïs. Un nouveau magasin de stockage, également en béton armé, est construit à droite du bâtiment principal. Le silo est toujours en activité.

### Personnalités liées à la commune
- François III d'Aubusson (1631-1691), Maréchal de France sous le règne de Louis XIV, y est né dans l'autrefois domaine de la Grange-Bléneau.
- Gilbert du Motier de La Fayette dit « La Fayette » (1757-1834) fut propriétaire du château de la Grange-Bléneau et député-maire de Courpalay.
- Georges Washington de La Fayette (1779-1849), militaire et homme politique français, fils du marquis de La Fayette y est mort.
- Just Charles César de Faÿ de La Tour-Maubourg (1774-1846), gendre du précédent, propriétaire à Courpalay.
- William Clarke Somerville (en) (1790–1826), ambassadeur des États-Unis en Suède, mort à Auxerre lors d'un voyage pour la Grèce, est inhumé au cimetière de Courpalay[76],[77].
- Jules de Lasteyrie (1810-1883), journaliste, écrivain et député y est né.
- Gustave Dumoutier (1850-1904), archéologue français y est né.

### Héraldique
| Blason de Courpalay | Blason  | Écartelé: au 1er de gueules à la bande d'or et à la bordure de vair, au 2e d'or au rencontre de taureau de sable, accorné d'argent, lampassé de gueules et couronné d'or, au 3e d'argent à trois tourteaux de gueules, au 4e de gueules à saint Martin à cheval, partageant son manteau avec un mendiant, le tout d'or. Ornements extérieursTimbré d'une couronne murale d'argent et soutenu de gerbes de blé d'or, croisées et liées de gueules en sautoir à la pointe. |
| Blason de Courpalay | Détails | Reprend en 1) les armes de La Fayette, seigneur de la commune ; en 2) celles de la princesse de Mecklembourg qui passe à Courpalay en 1837 ; en 3) celles des Courtenay*, seigneurs de la commune. Le quatrième quartier évoque saint Martin, patron de la commune. * Les Courtenay portent cependant d'or à trois tourteaux de gueules et non d'argent. Figure sur le site de la commune.                                                                               |